# Kuntur Wasi
Koordinaten: 7° 7′ 45,7″ S, 78° 50′ 42,7″ W
Kuntur Wasi (Haus des Kondors in Quechua), auch Kunturhuasi ist ein ehemaliger Tempelkomplex in den Anden Perus. Es wird vermutet, dass seine Bewohner Verbindungen zu den Chavín, einem Vorläufer der Mochica, hatten. Kunturhuasi wurde von 1200 bis 50 v. Chr. bewohnt.

## Lage

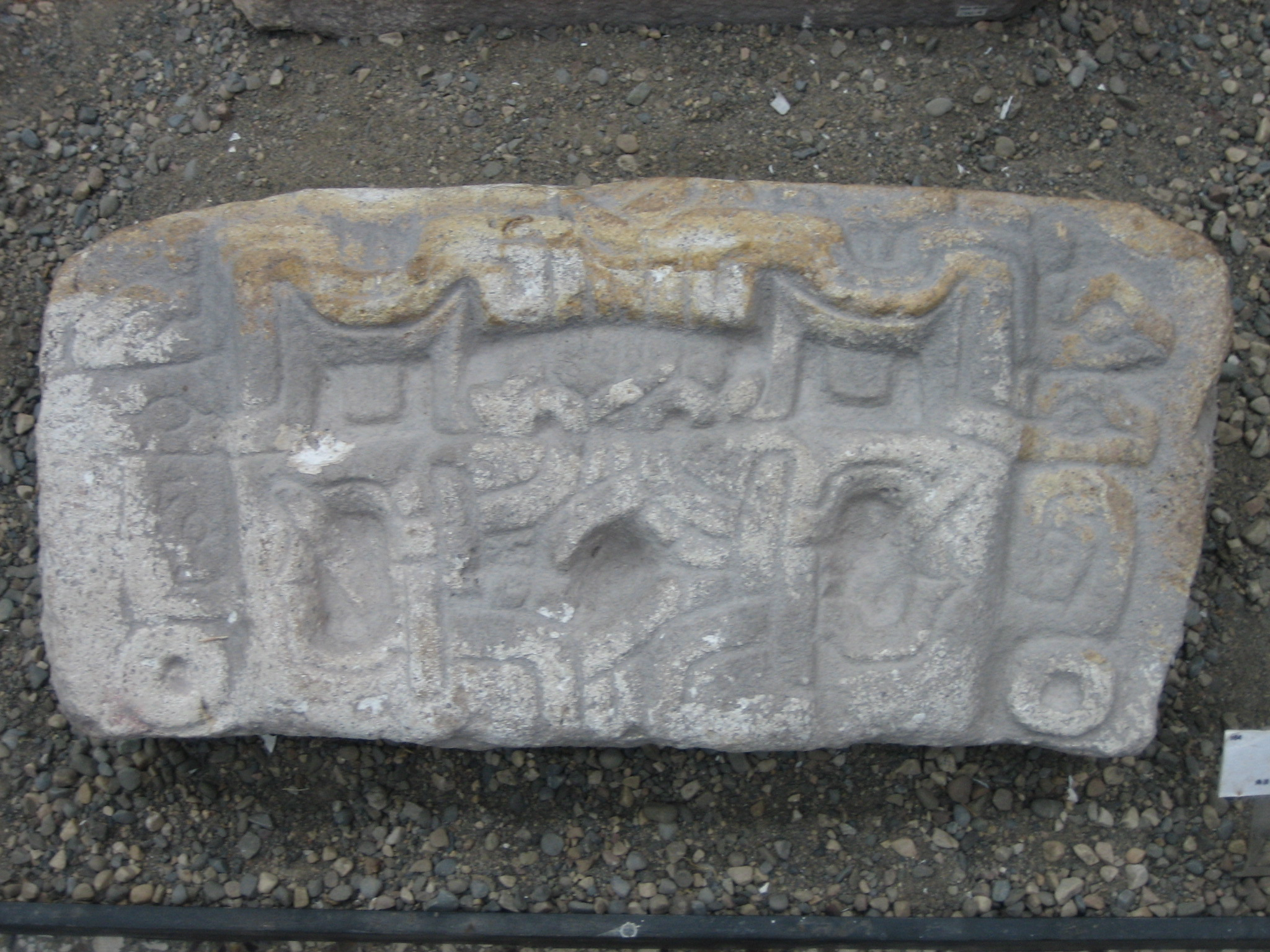
Das im Text erwähnte Relief

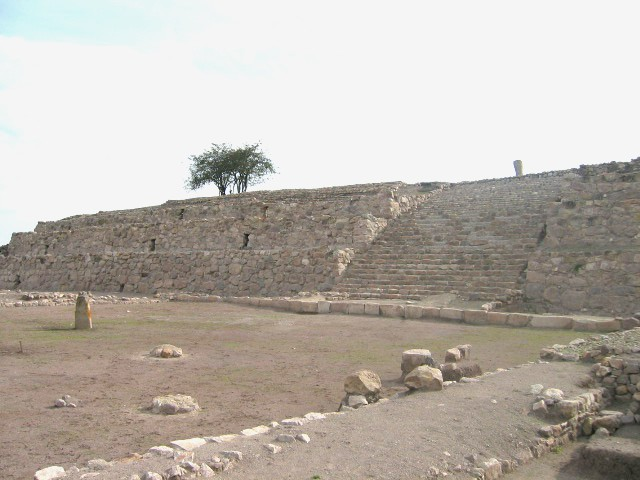
Tempel von Kunturhuasi

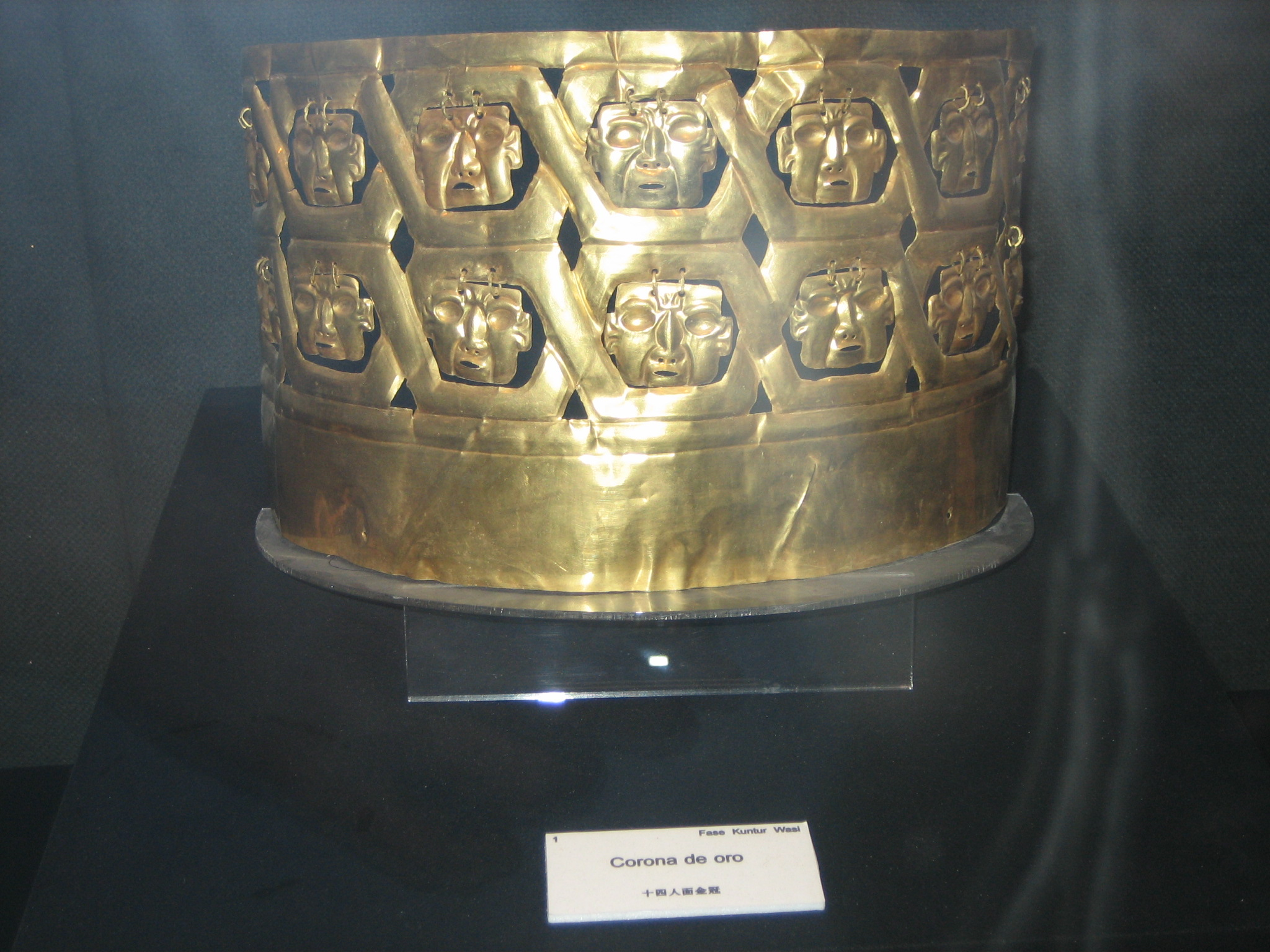
Goldkrone

Goldene Ohrringe

Kunturhuasi liegt im Norden Perus, am Oberlauf des Flusses Jequetepeque und somit in der Region Cajamarca in der Provinz San Pablo, nahe der gleichnamigen Provinzhauptstadt. Das Jequetepequetal stellte einen natürlichen Transportweg zwischen der Küstenregion und dem andinen Hochland dar.

## Architektur
Kunturhuasi wurde vermutlich zwischen 1000 und 700 v. Chr. erbaut. Es besteht aus einer, auf einer Bergkuppe errichteten, Tempelanlage, quadratischen Plattformen, einem tiefer gebetteten Hof und weiteren Räumen. In den Boden eines der Räume war ein aus Ton gefertigtes, anthropomorphes Relief eingelassen (Höhe ca. 75 cm), das ursprünglich mit den Farben Zinnoberrot, malachit-farben, schwarz, gelb und rosa bemalt war. Sein Gesicht hat große, quadratische Augen und einen großen Mund mit markanten Hasenzähnen. Heute befindet sich dieses Relief im Museum, um durch die Witterung nicht weiter beschädigt zu werden. Weitere Teile der Anlage sind abgestufte Plattformen und Begräbnisstätten.

## Wiederentdeckung
Wiederentdeckt wurde Kunturhuasi 1945 durch Julio C. Tello, 1989 wurden durch Wissenschaftler der Universität Tokio vier Grabmäler ausgehoben. Die Grabbeigaben bestanden unter anderem aus Halsketten, dekorativen Brustplatten, Goldkronen, Ohrringen und Tellern. Insgesamt wurden im Rahmen der archäologischen Untersuchungen bereits acht Grabmäler entdeckt.

## Museum
1994 wurde das Kunturhuasimuseum eröffnet, das von der lokalen Bevölkerung geführt wird. Es enthält vor allem die Grabbeigaben sowie Informationen zu den Ausgrabungsarbeiten und ein Modell der Tempelanlage.